# Erebonectes
Erebonectes é um género de crustáceo da família Epacteriscidae.
Este género contém as seguintes espécies:
- Erebonectes nesioticus